# HEW Cyclassics 2001
La HEW Cyclassics 2001 fou la 6a edició de la cursa ciclista HEW Cyclassics. Es va disputar el 19 d'agost de 2001 sobre una distància de 251 quilòmetres, sent la setena prova de la Copa del Món de ciclisme de 2001. El vencedor fou l'alemany Erik Zabel (Team Telekom), que s'imposà a l'esprint a Romāns Vainšteins i Erik Dekker.

## Resultats
|    | Ciclista                 | Equip                        | Temps      |
| -- | ------------------------ | ---------------------------- | ---------- |
| 1  | Erik Zabel (GER)         | Team Telekom                 | 5h 59' 02" |
| 2  | Romāns Vainšteins (LAT)  | Domo-Farm Frites             | m. t.      |
| 3  | Erik Dekker (NED)        | Rabobank                     | + 2"       |
| 4  | Fabrizio Guidi (ITA)     | Mercury-Viatel               | m. t.      |
| 5  | Andrej Hauptman (NOR)    | Tacconi Sport-Vini Caldirola | m. t.      |
| 6  | Paolo Bettini (ITA)      | Mapei-Quick Step             | m. t.      |
| 7  | Igor Astarloa (ESP)      | Mercatone Uno-Stream TV      | m. t.      |
| 8  | Fabio Baldato (ITA)      | Fassa Bortolo                | m. t.      |
| 9  | Werner Riebenbauer (SWE) | Team Nürnberger Versicherung | m. t.      |
| 10 | Sven Teutenberg (GER)    | Festina                      | m. t.      |